# Nangan
Nangan oder Nankan (chinesisch 南竿鄉, Pinyin Nán’gān xiāng, Min Dong: Nàng-găng-hiŏng) ist eine am südwestlichen Ende des Ostchinesischen Meeres nahe dem chinesischen Festland (Provinz Fujian) gelegene Inselgruppe und Landgemeinde innerhalb der Matsu-Inseln (Landkreis Lienchiang) der Republik China (Taiwan). Auf der gleichnamigen Hauptinsel befindet sich der Sitz der Landkreisregierung.

## Lage und Beschreibung

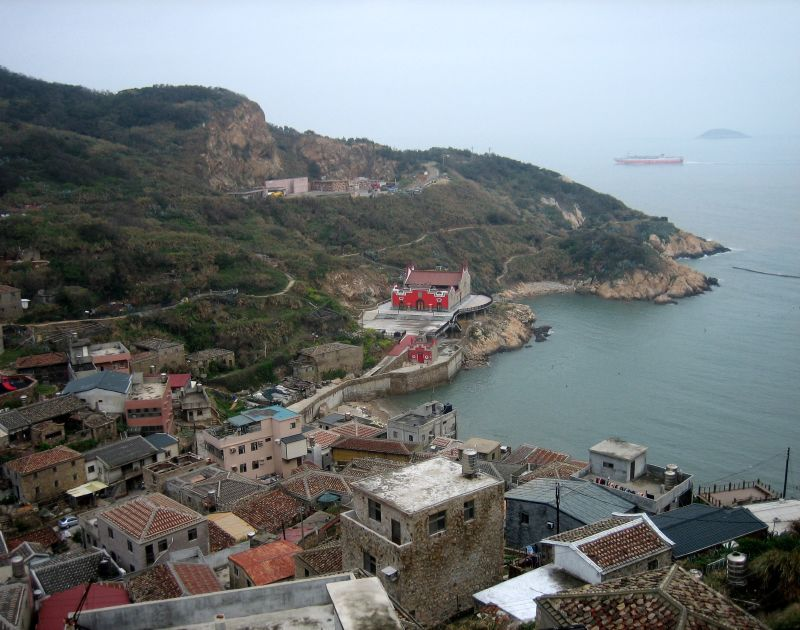
Der Ort Fuxing

Die aus fünf Inseln bestehende Nangan-Inselgruppe liegt unter den in etwa einen Halbkreis beschreibenden Matsu-Inseln am weitesten westlich und zwischen ihren Nachbargemeinden, den Inselgruppen Beigan im Norden und Juguang im Süden. Die Hauptinsel Nangan, als einzige bewohnt, wird auch Matsu (馬祖島 Mazu Dao) genannt und ist die größte und am dichtesten bevölkerte Insel der Matsu-Gruppe. Ihre höchste Erhebung ist mit 248 m der Berg Yuntai (雲台山).
Nangan umfasst neun Dörfer: Fuwo, Fuxing, Jieshou, Jinsha, Qingshui, Ren’ai, Mazu, Siwei und Zhuluo. Manche der heutigen Ortsnamen hatten ursprünglich keinen lokalen Bezug, sondern wurden in den 1950er Jahren durch die Regierung von oben herab verordnet und trugen eine politisch-ideologische Bedeutung. So steht etwa der Name Siwei für die Vier Prinzipien im Konfuzianismus, die jedoch auch in der Ideologie der Regierungspartei Kuomintang propagiert wurden. Obwohl sich die neuen Namen mittlerweile eingebürgert haben, sind parallel zu ihnen auch die alten Namen noch im alltagssprachlichen Gebrauch, wie z. B. Fuao statt Fuwo, Niujiao statt Fuxing, Shanlong statt Jieshou, Tieban statt Ren’ai oder Xiwei statt Siwei.
Jieshou ist das größte Dorf und Sitz der Landkreisregierung. In Fuxing befindet sich das Lienchiang-Landkreis-Krankenhaus, in Qingshui liegen das Kraftwerk Zhushan und der Shengli-Stausee. Fuao, Nangans wichtigster Hafen, gehört zum Dorf Fuwo.
Das Klima der Matsu-Inseln ist subtropisch und von Monsunen geprägt.

## Geschichte

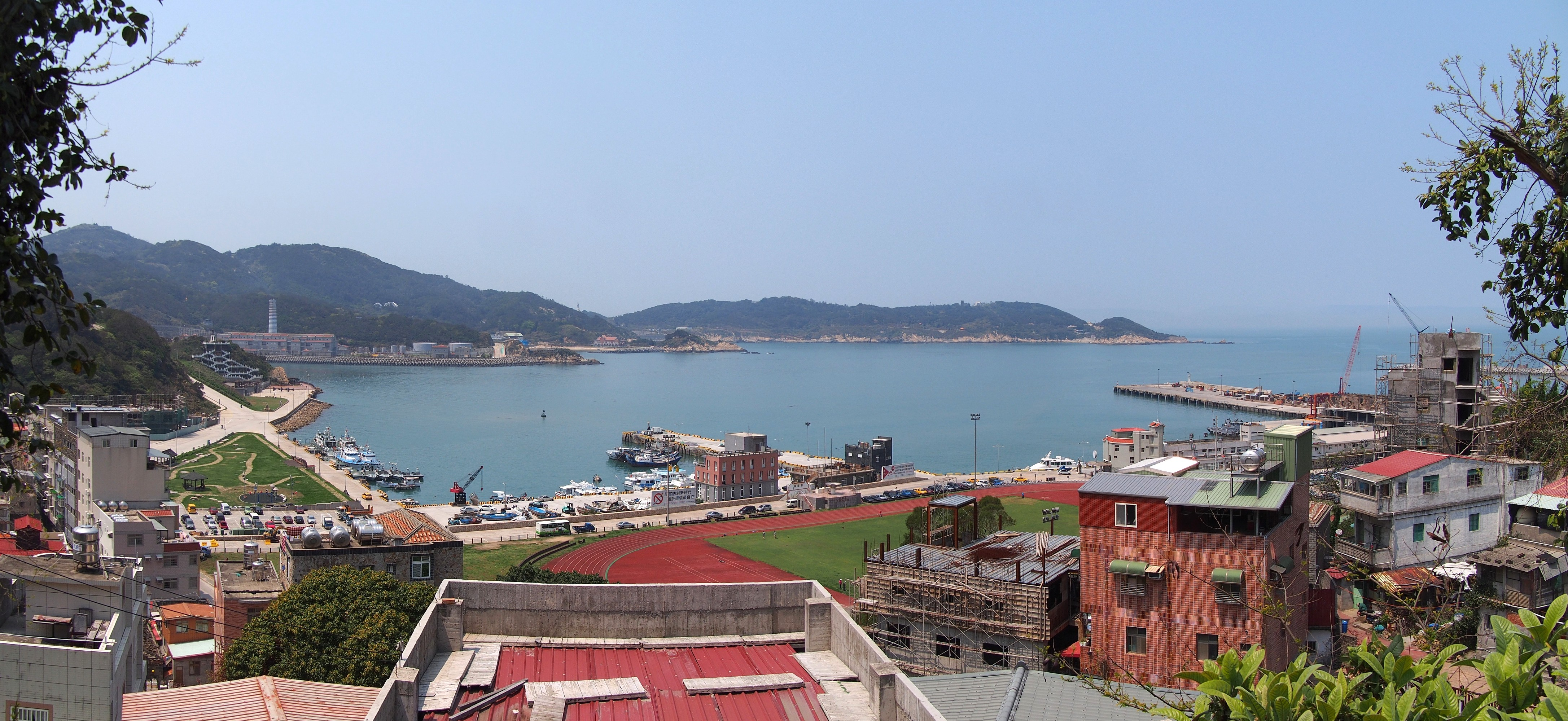
Fuwo (Fuao)

Einer Legende nach wurde die Leiche Lin Moniangs, der späteren Göttin Mazu, an den Strand der Insel Nangan gespült, weshalb die Insel auch Mazu-Insel genannt wird, was wiederum der ganzen Matsu-Inselgruppe ihren Namen gab. Weitere ältere Namen für Nangan sind Nangantang (南竿塘) und Shanggantang (上竿塘). 
Wie archäologische Funde zeigten, war Nangan bereits in der Jungsteinzeit bewohnt. Die spätere Besiedlung durch Fischer vom Festland begann etwa im 11. Jahrhundert, doch wurden die Inselbewohner zweimal infolge chinesischer Seeverbotspolitik zwangsumgesiedelt, einmal zu Beginn der Ming-Dynastie, einmal während der frühen Qing-Dynastie, so dass die Insel zeitweise menschenleer war und nur von Piraten genutzt wurde. Nach Aufhebung der Verbote wurde Nangan erneut besiedelt, besonders seit dem 18. Jahrhundert.
Nach dem Chinesischen Bürgerkrieg politisch vom Festland getrennt und an der Frontlinie zwischen Volksrepublik und Republik China, standen die Matsu-Inseln zwischen 1956 und 1992 unter militärischer Verwaltung.
Nachdem die Einwohnerzahl Nangans lange Zeit rückläufig war und es jahrzehntelang mehr hier stationierte Soldaten als Einheimische gab, setzte nach Aufhebung der Militärverwaltung im Jahr 1992 ein deutliches Bevölkerungswachstum ein. Lebten hier 1991 noch etwa 3000 Menschen, so waren es 2006 ungefähr 5800 und 2021 fast 7700.
Ab 2000 wurde im Rahmen der Drei kleinen Verbindungen (三小通) eine direkte Schiffsverbindung zwischen dem Hafen Fuao (Fuwo) auf Nangan und dem chinesischen Mawei freigegeben.

## Verkehr und Wirtschaft

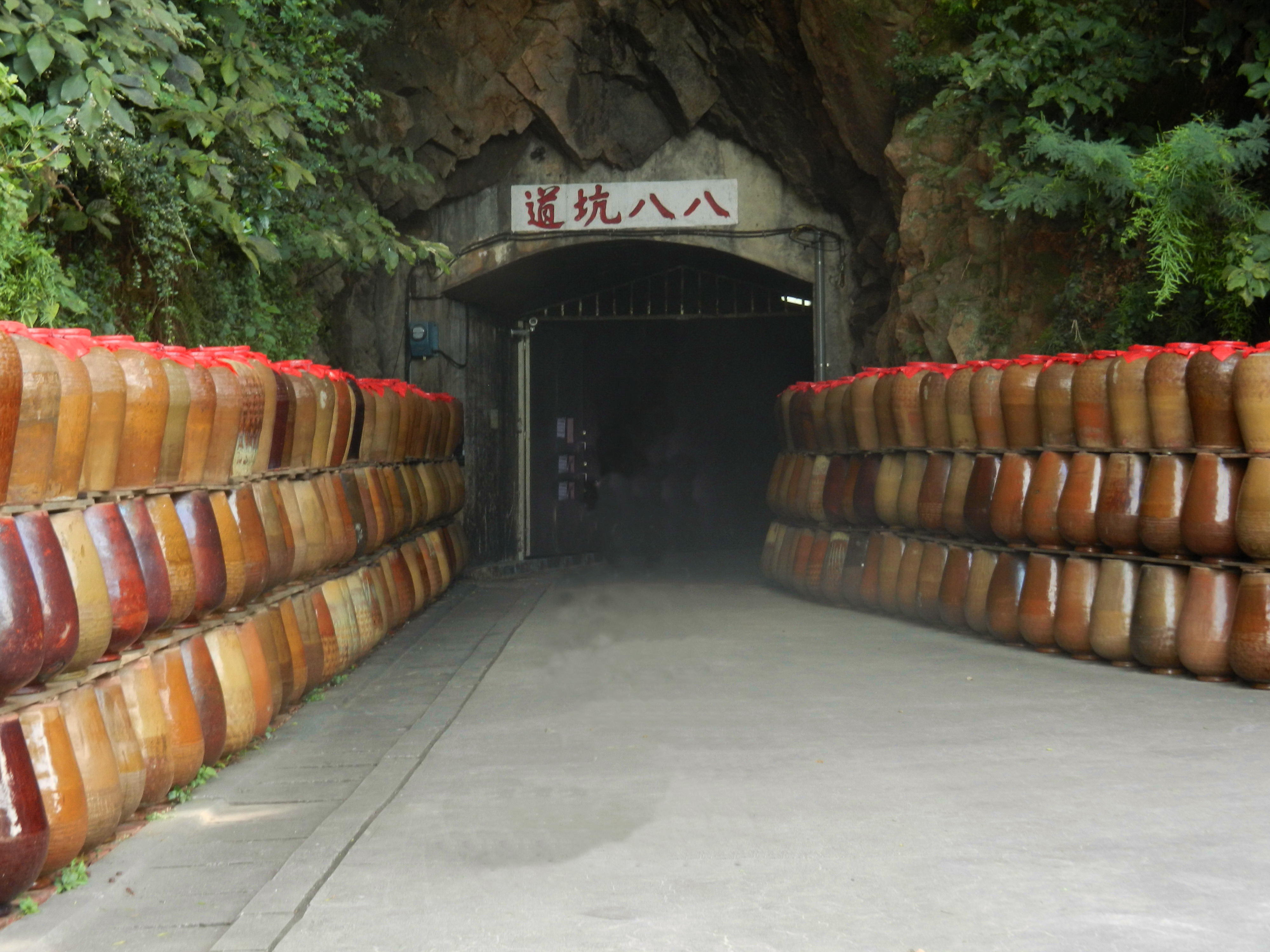
Eingang zum 88-Tunnel

Auf Nangan ist seit 2003 der Flughafen Matsu Nangan in Betrieb. Von ihm aus fliegt die Fluggesellschaft Uni Air mehrmals täglich nach Taipeh (Flughafen Taipeh-Songshan, Flugdauer 50 Minuten) und (seltener) nach Taichung (Flugdauer 70 Minuten). Daneben gibt es Hubschrauberflüge zu den Nachbarinseln.
Vom Hafen Fuao im Dorf Fuwo aus gibt es eine Schiffsverbindung nach Keelung auf Taiwan. Von hier verkehren auch täglich mehrmals Fähren zu den Nachbarinseln Beigan und Juguang. Außerdem gibt es eine Fähre nach Mawei auf dem chinesischen Festland.
Das Straßennetz besteht aus einer Küstenstraße rundum und durch das Inselinnere führende Straßen. Die Dörfer sind durch Busse miteinander verbunden.
In der Vergangenheit war Nangans wichtigster Wirtschaftszweig die Fischerei. Da die Insel zu einem großen Teil aus Granitfelsen besteht, spielte Landwirtschaft nur eine untergeordnete Rolle. Infolge der jahrzehntelangen umfangreichen Stationierung von Militär nach 1949 entwickelte sich ein starkes Dienstleistungsgewerbe. Mit dem Ende der Militärverwaltung 1992 vollzog sich ein kurzer wirtschaftlicher Abschwung, doch allmählich entwickelte sich der Tourismus mit der Einrichtung des Nationalen Matsu-Landschaftsparks (馬祖國家風景區) zum neuen bedeutenden Erwerbszweig.
In der Matsu-Brennerei (馬祖酒廠) im Dorf Fuxing werden der Sorghumhirse-Schnaps Kaoliang und andere Spirituosen hergestellt. Die Brennerei benutzt den 264 m langen ehemaligen Militärtunnel Tunnel 88 (八八坑道 Baba Kengdao) als Lager.

## Kultur und Sehenswürdigkeiten

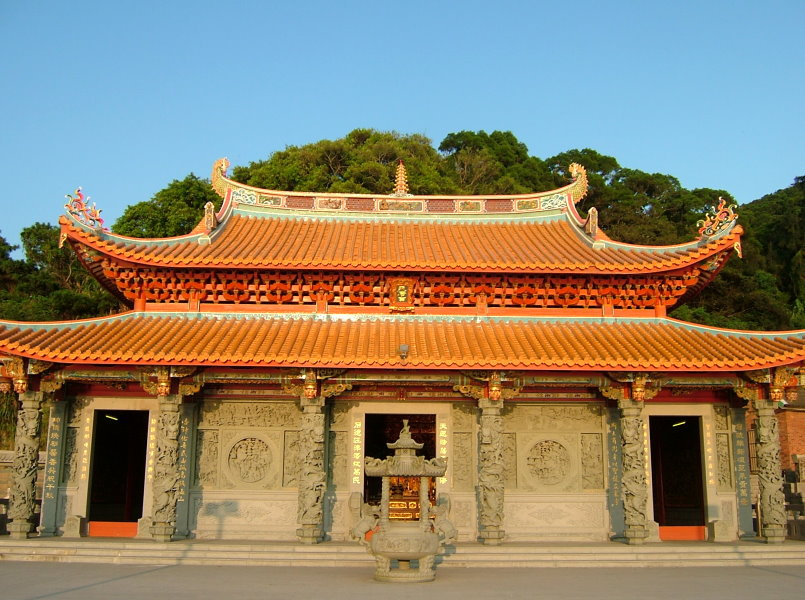
Der Mazujing Tianhou Gong

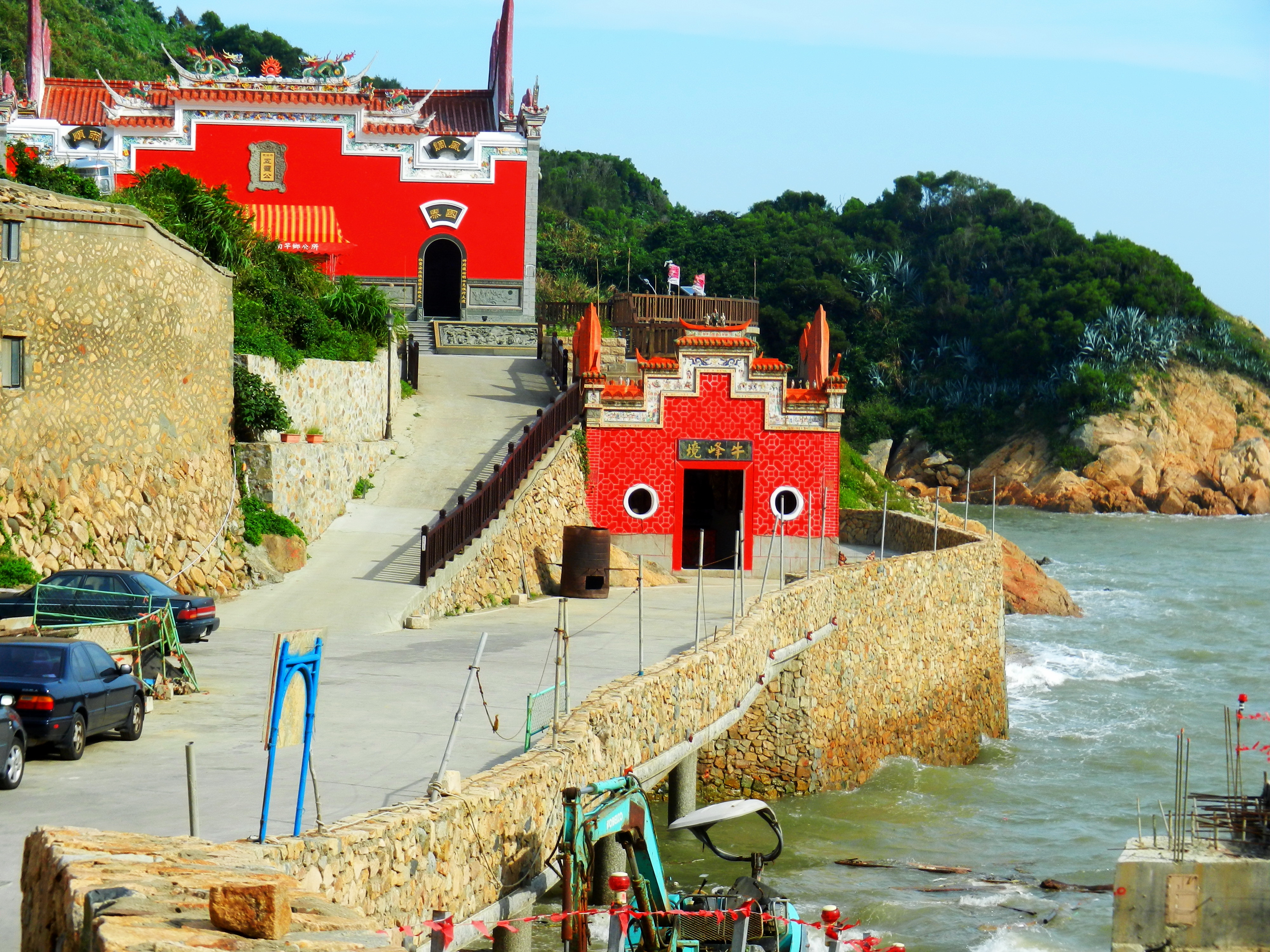
Der Tempel Wu Ling Gongmiao

Seit dem Ende der Militärverwaltung zieht Nangang dank seiner Naturschönheiten viele, zumeist inländische Touristen an. Die Insel ist durch Wander- und Radwanderwege erschlossen. Vom Yuntai-Berg aus hat man einen guten Blick auf das Meer und die benachbarten Inseln.
Auch ehemalige Armeebauwerke sind heute touristische Attraktionen, wie z. B. das Dahan-Fort (大漢據點) oder der 700 m lange Beihai-Tunnel (北海坑道). In Qingshui befindet sich eine an den ehemaligen Präsidenten der Republik China Chiang Ching-kuo erinnernde Gedächtnishalle (經國先生紀念堂 Jingguo Xiansheng Jiniantang).
In Siwei liegt das Blue Tears Ecological Museum (藍眼淚生態館).
Das bedeutendste Heiligtum Nangans ist der Tempel Mazujing Tianhou Gong (馬祖境天后宮), in dem sich das Grab Lin Moniangs, der späteren Göttin Mazu befinden soll.
In Nangan wird zusätzlich zur Amtssprache Hochchinesisch auch Mazu, eine Variante des Min Dong gesprochen.